# Eloxochitlán, Hidalgo
Eloxochitlán là một đô thị thuộc bang Hidalgo, México. Năm 2005, dân số của đô thị này là 2417 người.